# Fußball-Weltmeisterschaft 1938/Brasilien
Dieser Artikel behandelt die brasilianische Fußballnationalmannschaft bei der Fußball-Weltmeisterschaft 1938 in Frankreich.

## Qualifikation
Brasilien hätte gegen Argentinien in Hin- und Rückspiel um die Qualifikation spielen sollen. Da die Argentinier jedoch ihre Bewerbung zurückzogen, war Brasilien kampflos für die WM qualifiziert.

## Aufgebot
| Name       | Name                 | Damaliger Verein          | Geburtstag | Sp.      | Tor      | Rot      |          |          |
| Torhüter   | Torhüter             | Torhüter                  | Torhüter   | Torhüter | Torhüter | Torhüter | Torhüter | Torhüter |
| ---------- | -------------------- | ------------------------- | ---------- | -------- | -------- | -------- | -------- | -------- |
|            | Batatais             | Fluminense Rio de Janeiro | 02.05.1910 | 1        | 0        | 0        |          |          |
|            | Walter               | Flamengo Rio de Janeiro   | 17.07.1913 | 4        | 0        | 0        |          |          |
| Abwehr     |                      |                           |            |          |          |          |          |          |
|            | Domingos da Guia     | Flamengo Rio de Janeiro   | 19.11.1912 | 4        | 0        | 0        |          |          |
|            | Jaú                  | Corinthians São Paulo     | 17.11.1909 | 1        | 0        | 0        |          |          |
|            | Arthur Machado       | Fluminense Rio de Janeiro | 01.01.1909 | 4        | 0        | 1        |          |          |
|            | Martim Silveira      | Flamengo Rio de Janeiro   | 02.03.1911 | 3        | 0        | 0        |          |          |
| Mittelfeld |                      |                           |            |          |          |          |          |          |
|            | Afonsinho            | São Cristóvão AC          | 21.09.1912 | 4        | 0        | 0        |          |          |
|            | Argemiro             | AA Portuguesa (SP)        | 03.06.1915 | 1        | 0        | 0        |          |          |
|            | José Augusto Brandão | Corinthians São Paulo     | 19.09.1916 | 2        | 0        | 0        |          |          |
|            | Britto               | América Mineiro           | 06.03.1911 | 1        | 0        | 0        |          |          |
|            | Luisinho             | Palestra Itália           | 20.03.1911 | 2        | 0        | 0        |          |          |
|            | Nariz                | Botafogo FC               | 08.12.1912 | 0        | 0        | 0        |          |          |
|            | Tim                  | Fluminense Rio de Janeiro | 20.02.1915 | 1        | 0        | 0        |          |          |
|            | José „Zezé“ Procópio | Botafogo FC               | 12.08.1913 | 4        | 0        | 1        |          |          |
| Angriff    |                      |                           |            |          |          |          |          |          |
|            | Hércules             | Fluminense Rio de Janeiro | 02.07.1912 | 2        | 0        | 0        |          |          |
|            | Leônidas da Silva    | Flamengo Rio de Janeiro   | 06.09.1913 | 4        | 7        | 0        |          |          |
|            | Lopes                | Corinthians São Paulo     | 25.02.1911 | 3        | 0        | 0        |          |          |
|            | Niginho              | CR Vasco da Gama          | 12.02.1912 | 0        | 0        | 0        |          |          |
|            | Patesko              | Botafogo FC               | 12.11.1910 | 3        | 0        | 0        |          |          |
|            | José Perácio         | Botafogo FC               | 02.11.1917 | 4        | 3        | 0        |          |          |
|            | Roberto              | São Cristóvão AC          | 19.03.1913 | 2        | 1        | 0        |          |          |
|            | Romeu Pellicciari    | Fluminense Rio de Janeiro | 26.03.1911 | 4        | 3        | 0        |          |          |
| Trainer    |                      |                           |            |          |          |          |          |          |
|            | Adhemar Pimenta      |                           | 12.04.1896 |          |          |          |          |          |

Anmerkung: Leônidas da Silva war der reguläre Spielführer. Aufgrund seiner Verletzung wurde er im Halbfinalspiel gegen Italien durch Martim Silveira, bereits 1934 Kapitän, vcertreten.

## Spiele
Achtelfinale
| 5. Juni 1938 | Straßburg | Brasilien | - | Polen | 6:5 n. V. |

Das hochdramatische Spiel gegen Polen ging mit 4:4 in die Verlängerung. Dort schoss Leônidas da Silva zwei Tore, ehe der Pole Ernst Willimowski mit seinem vierten Treffer noch verkürzen konnte. Trotzdem zog Brasilien mit 6:5 ins Viertelfinale ein.
Viertelfinale
| 12. Juni 1938 | Bordeaux | Brasilien | - | Tschechoslowakei | 1:1 n. V. (1:1, 1:0) |

| 14. Juni 1938 | Bordeaux | Brasilien | - | Tschechoslowakei | 2:1 (0:1) |

Im Viertelfinale traf Brasilien auf die starken Tschechoslowaken, die sich als ebenbürtiger Gegner zeigten. Nachdem sich im Hinspiel auch in der Verlängerung keine Mannschaft durchsetzen konnte, gewannen die Brasilianer das Wiederholungsspiel dank eines Doppelpacks von Leonidas mit 2:1.
Halbfinale
| 16. Juni 1938 | Marseille | Italien | - | Brasilien | 2:1 (2:0) |

Im Halbfinale scheiterten die Brasilianer an Italien, nachdem sie die Spiele zuvor mit Glück und ihrer erstmals in der Welt gezeigten Fußballkunst gewonnen hatten. Der Star des Teams, Leonidas fehlte aufgrund einer im Spiel gegen die Tschechoslowakei erlittenen Verletzung. Das Tor für Brasilien schoss Romeu erst in der 87. Minute zum 1:2.
Spiel um Platz 3
| 19. Juni 1938 | Bordeaux | Brasilien | - | Schweden | 4:2 (1:2) |

Nach der Enttäuschung der Halbfinalniederlage konnten die Brasilianer immerhin noch das Spiel um den dritten Platz gegen Schweden gewinnen. Obwohl die Schweden zur Halbzeit mit 2:1 führten, drehten Leonidas (2) und Perácio das Match zum 4:2-Sieg.

## Bemerkenswert
- Martim Silveira und Leônidas da Silva waren die einzigen Spieler aus der WM-Elf von 1934, der erneut berufen worden waren.
- Leônidas sieben WM-Tore in nur vier Spielen sind heute die zweitmeisten eines brasilianischen Spielers bei einer WM. Diese Ausbeute wurde nur von Ademir de Menezes übertroffen, der 1950 neun Mal in sieben Spielen traf.